# 쥘 보르데

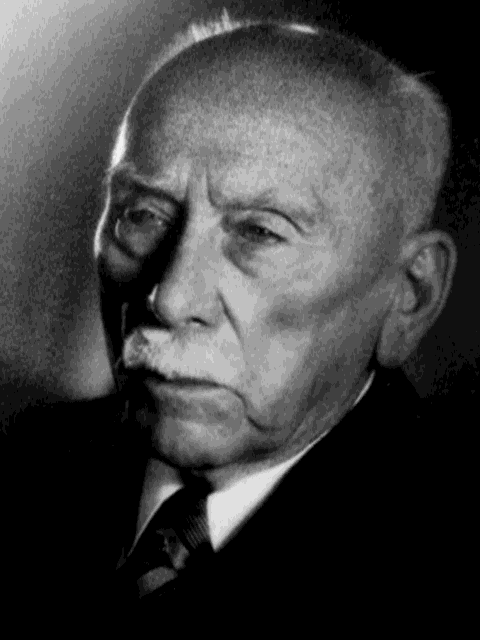
쥘 보르데

쥘 장 바티스트 뱅상 보르데(Jules Jean Baptiste Vincent Bordet, 벨기에 수아니, 1870년, 6월 13일~ 1961년, 4월 6일)는 벨기에 출신의 면역학자, 미생물학자였다. 박테리아속 백일해균(百日咳菌)의 일종인 보르데텔라(Bordetella)의 영문명은 그의 이름을 딴 것이다.
그는 브뤼셀 대학교에서 의학을 공부한 뒤 프랑스로 건너가 파리시의 루이 파스퇴르 재단에서 1894년 연구를 시작했다. 그는 연구를 진행하면서 박테리아 관찰 중 백혈구에 의해 식균작용을 관찰해내기도 한다.
1900년 파리를 떠난 그는 브뤼셀에 직접 파스퇴르 재단을 설립했고 항체 검출법을 고안했다. 1907년 그는 브뤼셀 대학교의 세균학 정교수가 된다.
면역 체계와 연구에 대한 공로를 인정받아 그는 1919년 노벨 생리학·의학상을 수상했다.
1961년 서거하자 그의 묘비는 브뤼셀에 묻혔다.